# François de Mahy

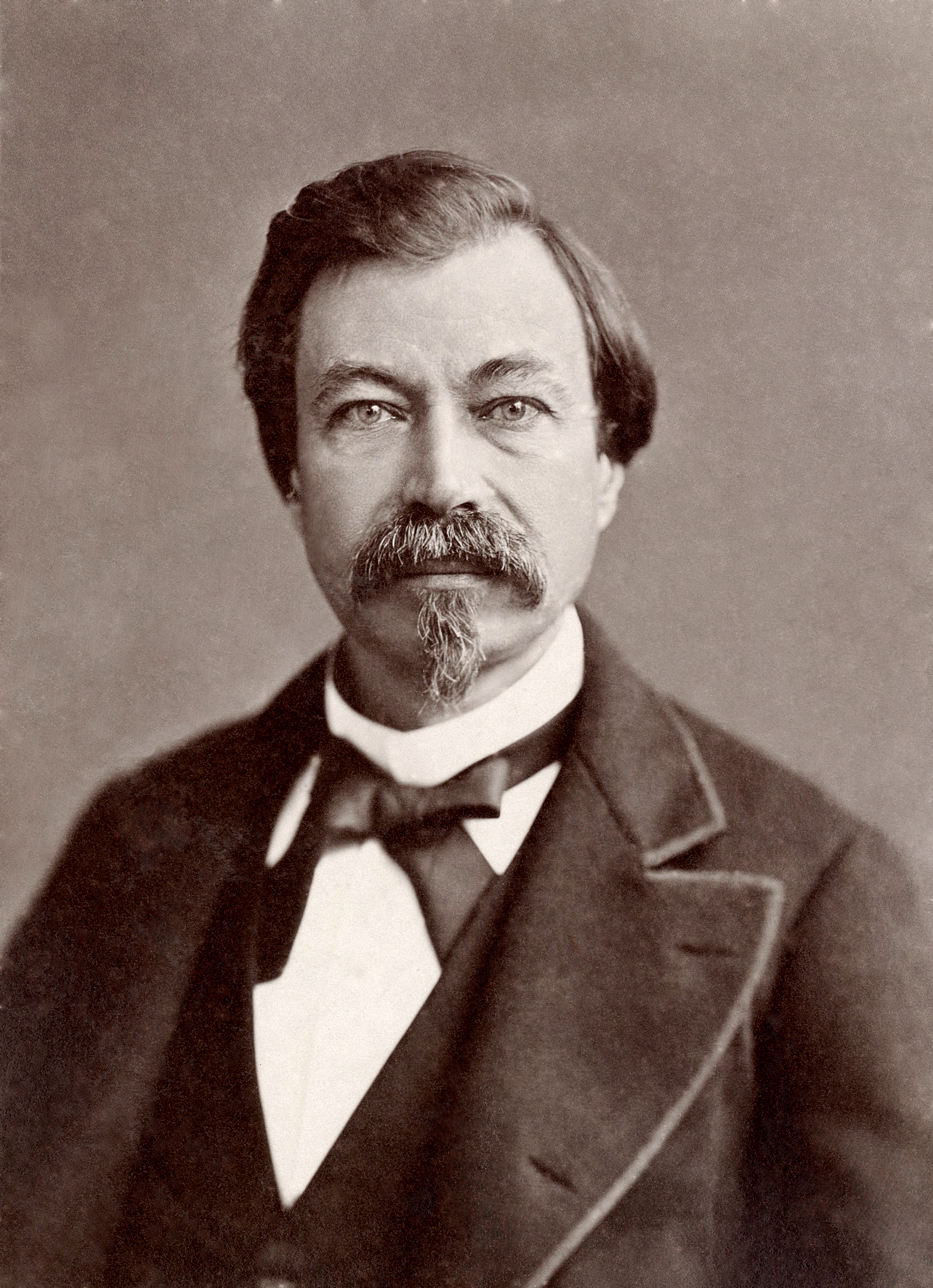
François Césaire de Mahy, Nadar

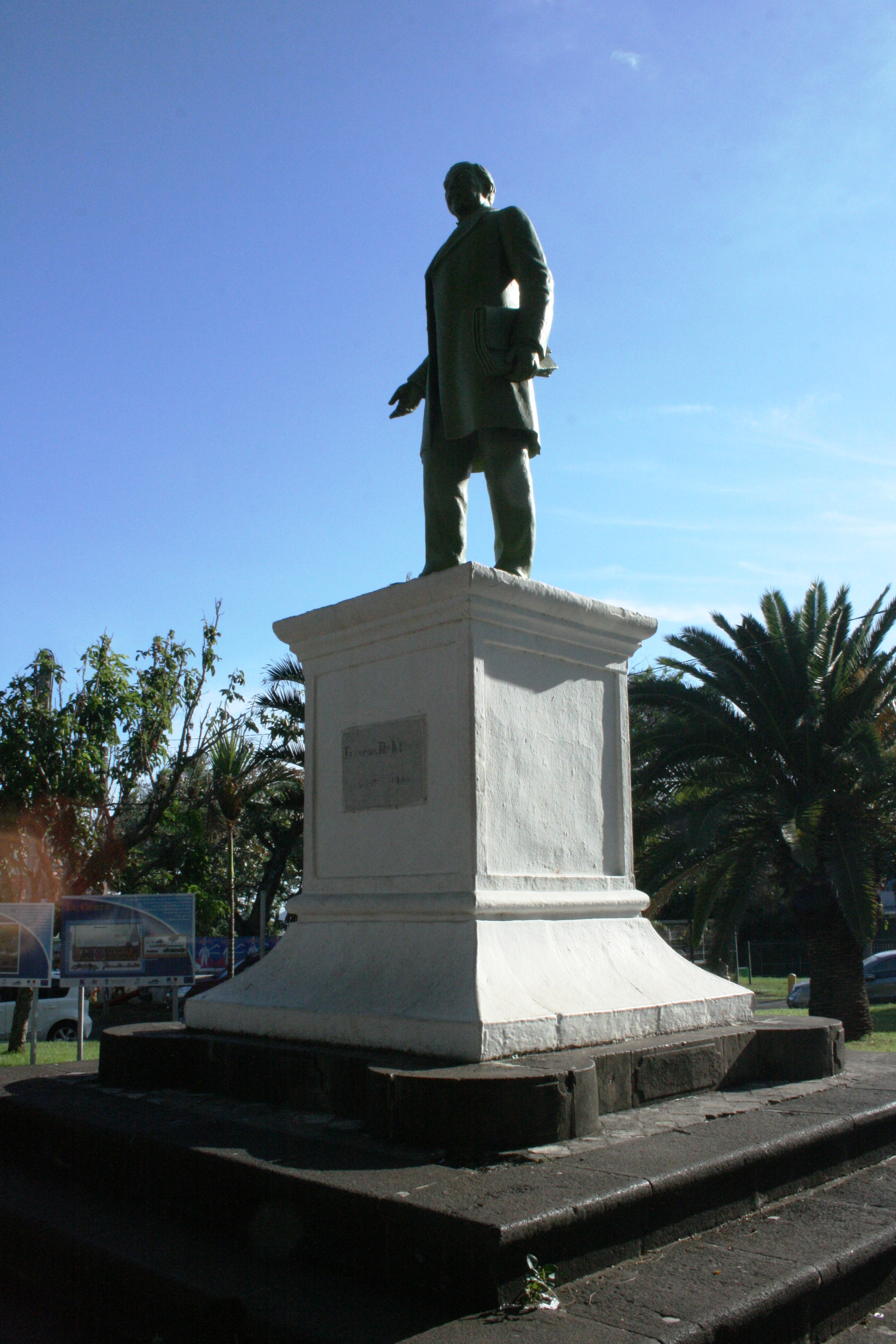
Denkmal Mahys in Saint-Pierre

François Césaire de Mahy (* 22. Juli 1830 in Saint-Pierre (Réunion); † 19. November 1906 in Paris) war ein französischer Politiker der Dritten Republik.

## Leben
Er wurde in Saint-Pierre in einer angesehenen Familie geboren; sein Vater wurde 1841 zum Bürgermeister der Stadt gewählt. Der junge François besuchte zunächst das Collège in Saint-Denis, bevor er seine Studien am Lycée Henri IV in Paris fortsetzte. Er kehrte erst 1857 in seine Heimatstadt zurück, zwei Jahre nachdem er seinen Doktortitel in Medizin erhalten hatte.
Er arbeitete dort als Journalist, insbesondere beim Courrier de Saint-Pierre. Bald entwickelte er zusammen mit Alexandre Robinet de La Serve ein Projekt für eine Kolonialreform, die zur gesetzlichen Anbindung der Insel an das Mutterland führen sollte. Als die Dritte Republik ausgerufen wurde und La Réunion zwei Abgeordnetensitze erhielt, kandidierte er schließlich wie sein Freund als republikanischer Kandidat. Am 20. November 1870 wurden sie mit großer Mehrheit gewählt. Er gehörte der Abgeordnetenkammer bis zu seinem Tod während eines Mandats an. De Mahy war Teil der Fraktion der Gauche républicaine  und war im Mai 1877 einer der 363 Abgeordneten, die sich gegen die Regierung de Broglie stellten. Er zeigte während dieser Zeit einen ausgeprägten Antiklerikalismus, auch wenn er gegen die Trennung von Kirche und Staat im Jahr 1905 stimmte.
Von seinem Posten als Abgeordneter aus interessierte er sich für alle Aspekte der französischen Kolonialpolitik, während er weiterhin als Arzt und Journalist tätig war und sich in der Freimaurerei engagierte. Ab 1882 war er zunächst Landwirtschaftsminister, danach 1883 zum Minister für Marine und Kolonien. In diesen Jahren unterstützte er aktiv das Projekt der Kolonisierung Madagaskars durch sein Land. Als die Insel schließlich eingenommen wurde, beteiligte er sich an der von Joseph Gallieni geleiteten Politik der „Befriedung“ der Insel, indem er die Bewohner von Réunion dazu ermutigte, sich dort niederzulassen.
De Mahy war auch Mitglied der nationalistischen, antidreyfusardischen Ligue de la patrie française. Er wurde als Commandeur des Ordre du Mérite agricole ausgezeichnet.

## Werke
- Essai sur les lésions traumatiques que la femme peut éprouver pendant laccouchement (Essay über die traumatischen Verletzungen, die eine Frau während der Geburt erleiden kann), medizinische Dissertation, 1855[3]
- Autour de l’île Bourbon et de Madagascar, fragments de lettres familières, A. Lemerre, 1891, Neuauflage 2017[4]

Eine Vielzahl weiterer Werke ist im Weblink der Französischen Nationalbibliothek zu finden.